# Лужнецький міст
Лужнецький (Новий Краснолузький міст) — міст Малого кільця МЗ через Москву-ріку у Москві, між платформою Лужники і колишнім полустанком Потиліха. Знаходиться між Лужниками і Бережковською набережною. З боку Лужників знаходиться між Лужнецькою набережною і Новолужнецьким проїздом, з одного боку, і Новодівичою набережною — з іншого. Історичний спадкоємець моста Імператора Миколи II, зведеного в 1905—1907 рр., За проектами інженера Л. Д. Проскурякова і архітектора О. Н. Померанцева.

## Сучасний міст
Сучасний Лужнецький міст побудований в 2001 році біля місця, на якому стояв старий Краснолузький міст (міст Миколи II) спорудження 1905—1907 років. При заміні одного моста іншим був використаний досвід Андріївського залізничного мосту. У 2001 році міст став називатися Новим Краснолузьким, але вже всього лише за рік, у 2002 році, спеціальним указом уряду Москви міст був знову перейменований у Лужнецький. Дана назва і збереглося на середину 2010-х. На ділі, Лужнецький міст у 2000 році замінив Старий Краснолузький міст, який, використовуючи досвід спорудження Андріївського моста, перемістили на баржах на 2 км вище за течією річки і реконструювали в пішохідний міст імені гетьмана Богдана Хмельницького.
Сучасний Лужнецький (Новий Краснолузький) міст є русловою прогінною ґратчастою спорудою зі сталі з пов'язаними балочними прогонами, під якими здійснюється рух автомобілів і пішоходів. Перила конструкції також ґратчасті, проте, для їх лиття використано чавун.
При будівництві Третього транспортного кільця старий міст перемістили баржами на більш ніж два кілометри вгору за течією (Міст Богдана Хмельницького, а на його місці були спорудили Бережковський автомобільний міст Третього транспортного кільця і Лужнецький (Новий Краснолузький) залізничний. На старі ж опори Краснолузького моста встав абсолютно новий міст, який виконує ті ж функції, що і раніше: є залізничним мостом Малого залізничного кільця. Міст двоколійний з пішохідними тротуарами уздовж залізничного полотна.

## Старий Краснолузький міст (1905—1907)
Краснолузький міст (міст Миколи II), однотипний Андріївському (Сергієвському), дітище інженера Л. Д. Проскурякова і архітектора О. Н. Померанцева. Для відмінності від Лужнецького (Нового Краснолузького) моста, зазвичай іменується Старим Краснолузьким мостом.

## Галерея

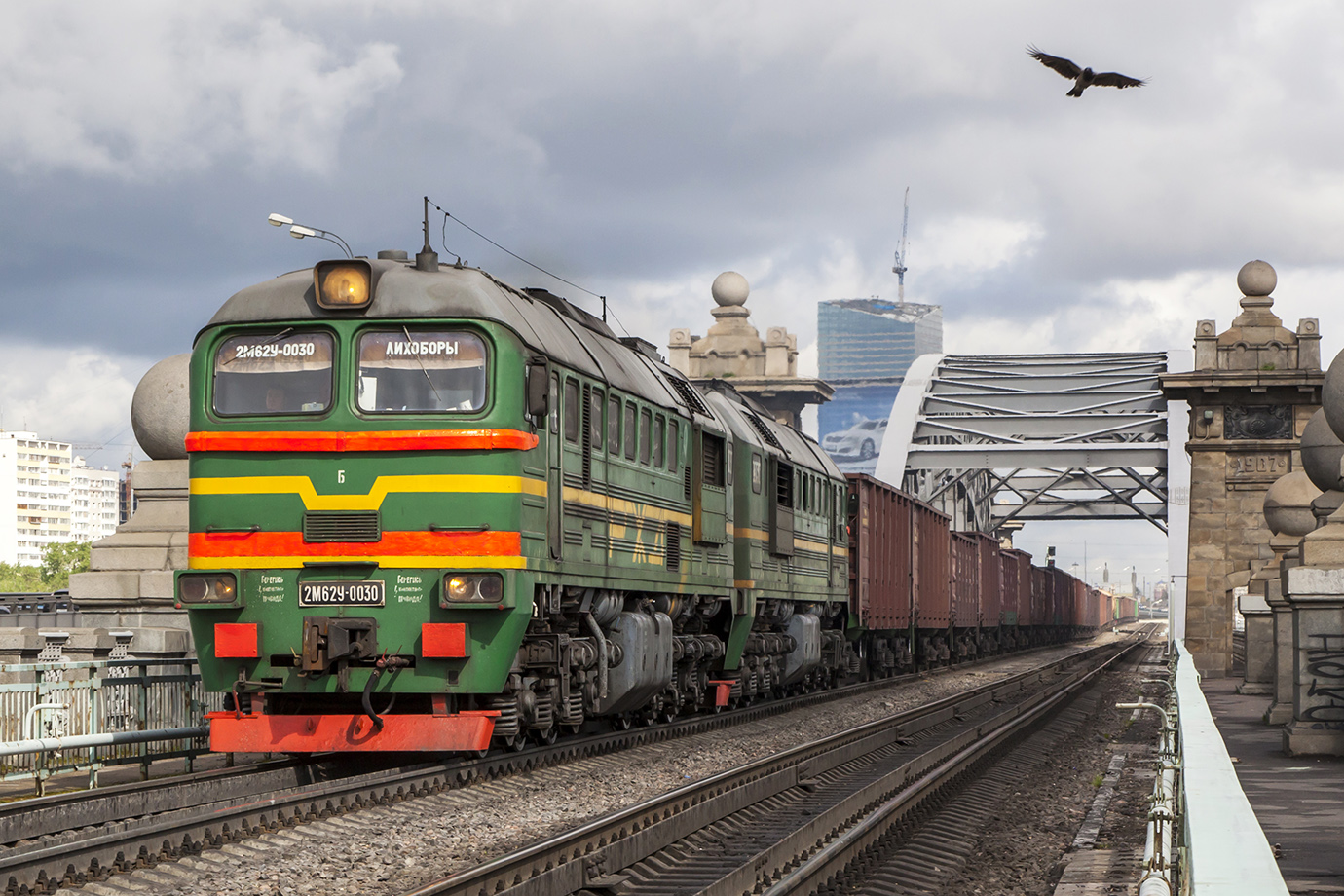
Вантажний потяг на Лужнецькому мосту.
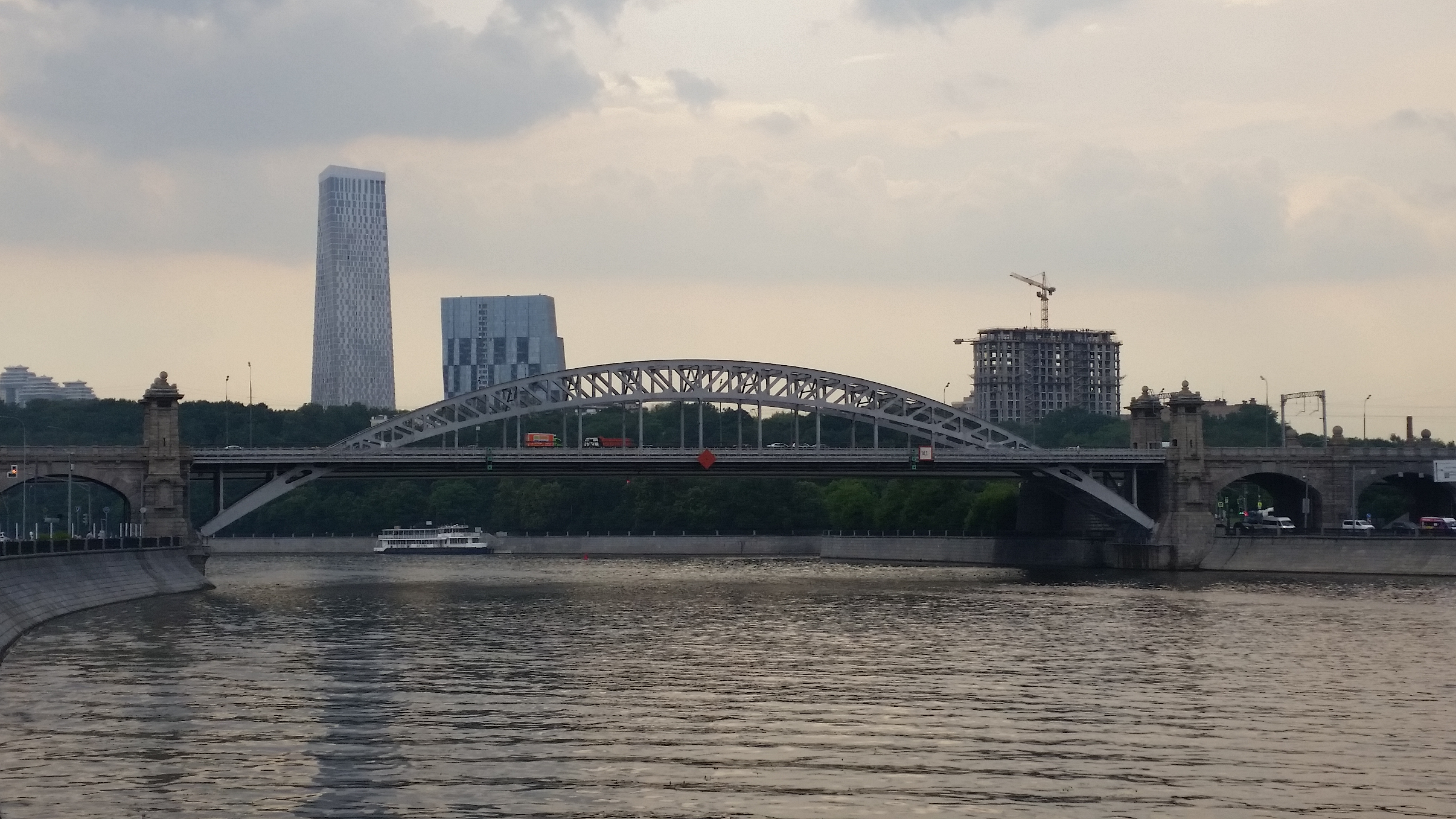
Вид на міст з Новодівочої набережної
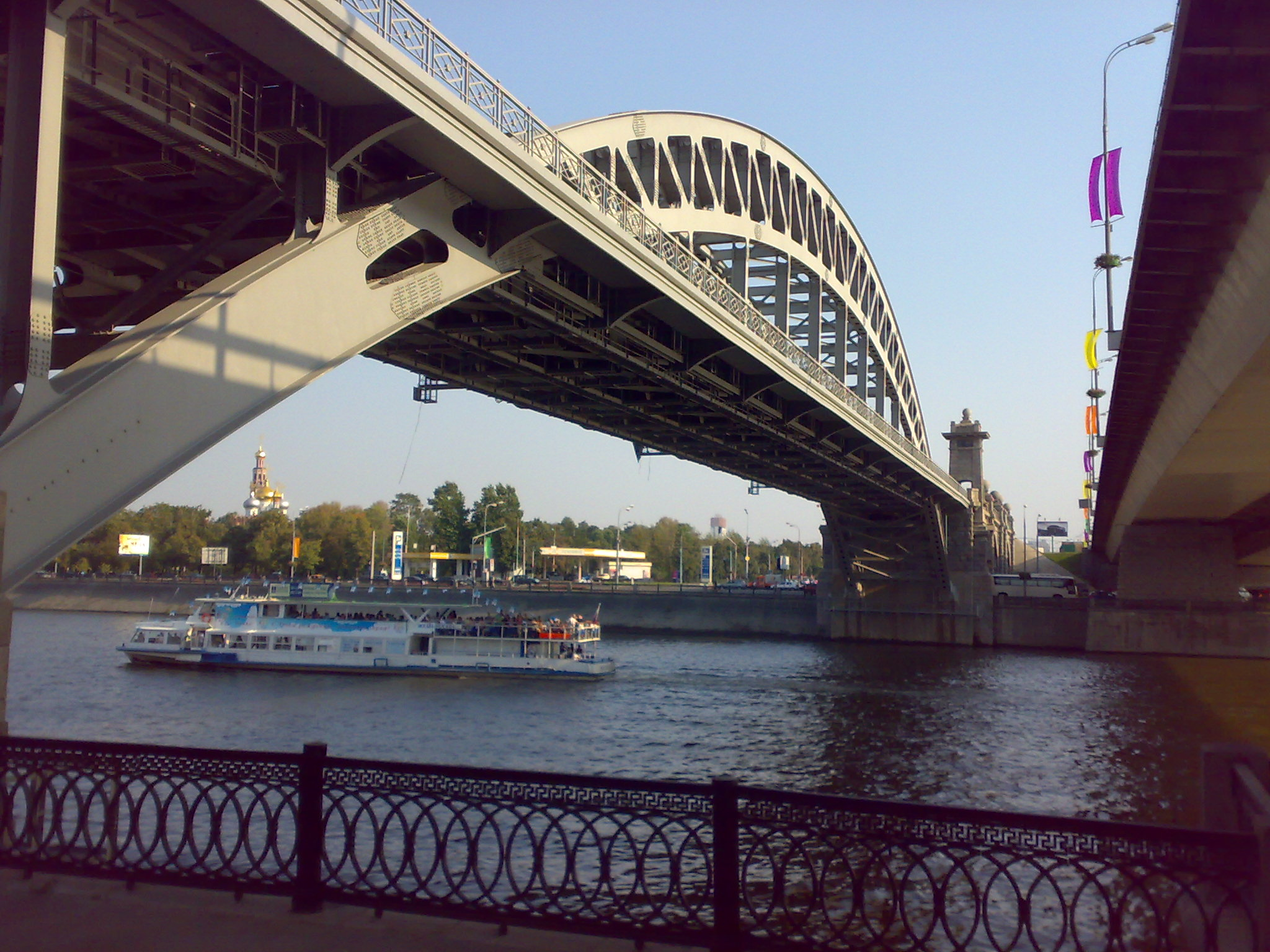
Вид на Лужнецький залізничний міст знизу.